# Palpation

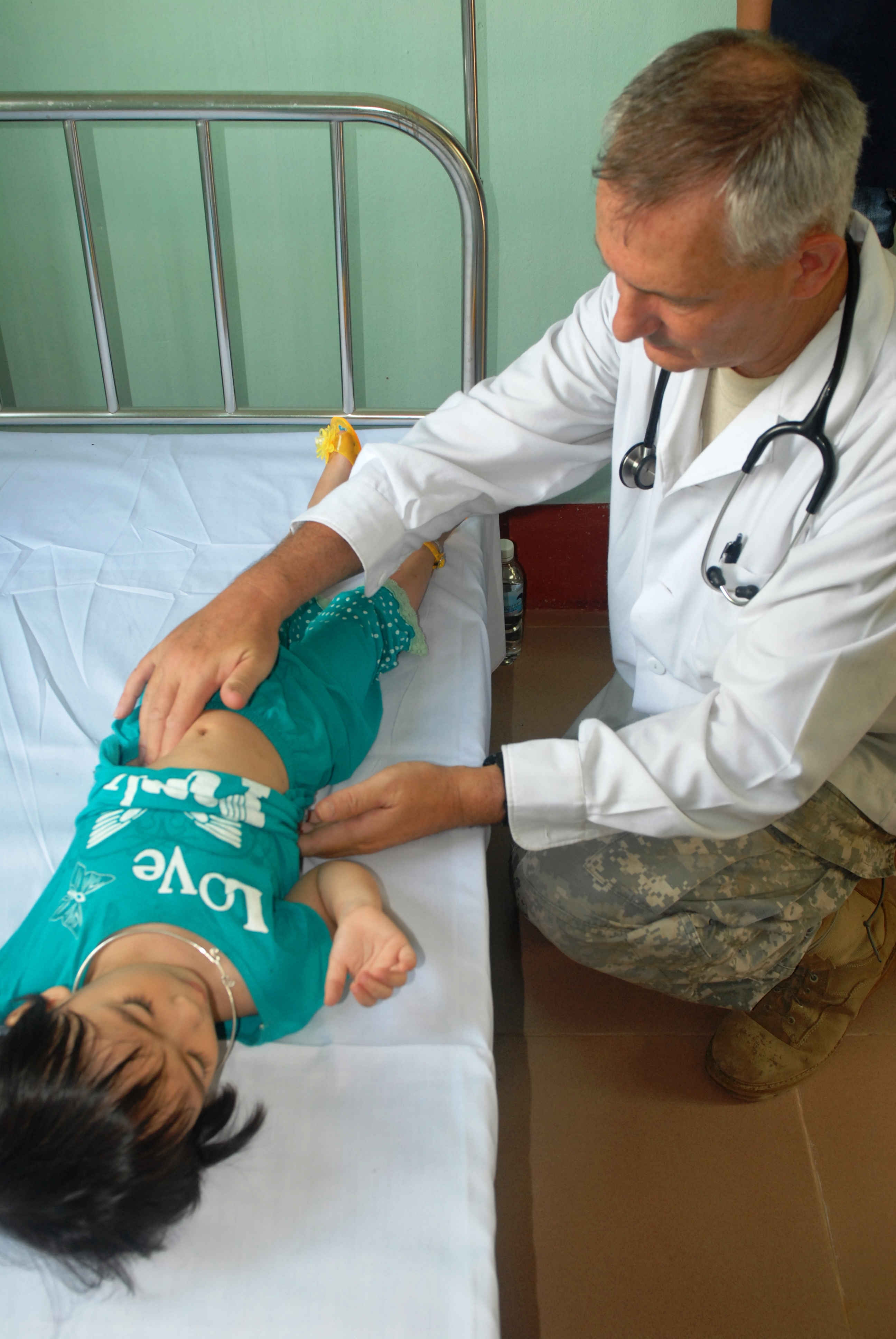
En läkare palperar magen på ett barn.

Palpation är en medicinsk diagnosteknik som innebär att den undersökande, till exempel en läkare, sjuksköterska, sjukgymnast eller en arbetsterapeut, känner med händerna och fingrarna för att upptäcka sjukliga förändringar. Exempel utgör kontroll av pulsen, livmoderstorlek, kontroll av brösten och blåshalskörteln (prostata). 